# Facción de la Flota
La Facción de la Flota (艦隊派 Kantai-ha?) fue una facción política de carácter informal en la Armada Imperial Japonesa, activa durante las décadas de 1920 y 1930.

## Historia

### Origen
El Tratado Naval de Washington, también conocido como el Tratado de las Cinco Potencias, limitó los armamentos navales de sus cinco signatarios: los Estados Unidos, el Imperio británico, el Imperio del Japón, Francia e Italia. Los términos del mismo eran los siguientes:
- Se acordó limitar el tonelaje total del buque capital de cada uno de los signatarios.
- Ningún barco podría superar las 35.000 toneladas, y ningún barco podría transportar un arma de más de 16 pulgadas.
- Solo se permitirían dos grandes portaaviones por nación.
- No se podrían establecer nuevas fortificaciones o bases navales, y las bases y defensas existentes no podrían mejorarse en los territorios y posesiones externos especificados en el tratado.

La asignación de tonelaje a Japón se basó en una relación de 5:5:3, en comparación con los Estados Unidos y el Reino Unido, con la justificación de que estos dos países necesitaban mantener flotas en más de un océano mientras que Japón solo tenía el océano Pacífico.

### Definición
Los términos del tratado eran extremadamente impopulares entre el público japonés, muchos de los cuales veían la relación 5:5:3 como otra forma de ser considerados como una raza inferior por Occidente. Esto hizo que la Armada Imperial Japonesa se dividiera en dos facciones opuestas: la Facción del Tratado y la Facción de la Flota. La Facción del Tratado quería mantenerse dentro de las limitaciones del Tratado Naval de Washington, argumentando que Japón no podía permitirse una carrera armamentista con las potencias occidentales y esperaba, a través de la diplomacia, restaurar la alianza anglo-japonesa. Por su parte, la Facción de la Flota estaba compuesta por la derecha política de la Armada, incluidos muchos oficiales influyentes en el Estado Mayor de la Armada. Esta última quería la anulación del Tratado Naval de Washington y el crecimiento naval ilimitado para construir la armada más poderosa posible, desafiando así la supremacía naval de los Estados Unidos y el Imperio británico.
En la década de 1920, la Facción del Tratado, que fue apoyada por el Ministerio de Marina y el gobierno civil, fue predominante. Sin embargo, con el creciente militarismo japonés en la década de 1930, el creciente conflicto con los Estados Unidos sobre China y la descarada indiferencia hacia los términos del tratado por parte de todas las grandes potencias, hizo que la Facción de la Flota ganara gradualmente la delantera y así, el 29 de diciembre de 1934, el gobierno japonés notificó formalmente que tenía la intención de rescindir el tratado. Sus disposiciones permanecieron vigentes hasta fines de 1936, pero no se renovaron.